# Божич (праздник)

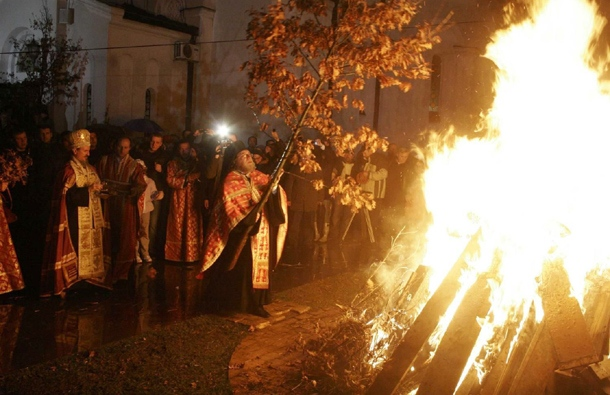
Сожжение бадняка на костре у храма Святого Саввы в Белграде

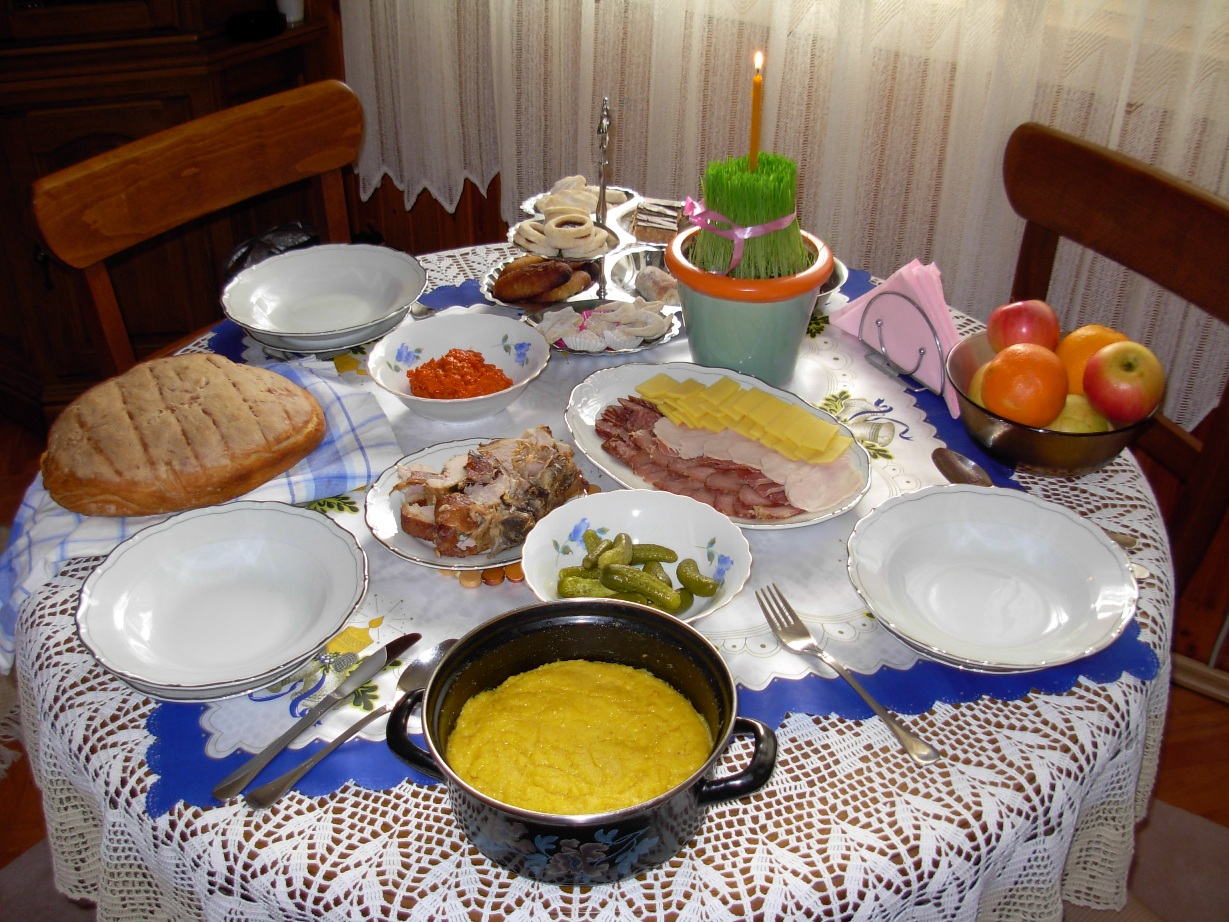
Божичная трапеза

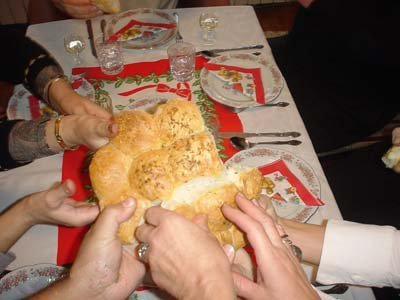
Ломание чесницы — рождественского хлеба.

Божич (сербохорв. Божић / Božić; серб. Сјакање / Sjakanje, Вертеп / Vertep, Коринђаши / Korinđaši; словен. Božič; макед. Божиќ; з.-болг. Божич) — национальное название Рождества у большинства южных славян (македонцы, сербы, словенцы, хорваты и черногорцы) занимает центральное место в зимнем святочном цикле. Готовиться к нему начинают заблаговременно — с Николы зимнего. Накануне Божича отмечают «Бадни дан» (Сочельник), то есть день рождественского полена бадняка.

## Этимология
Божич — «сын божий». Производное от *bogъ, патрономикон (отчество) с указанием на происхождение (ср. ст.-чеш. božic  — «сын божий»). Синонимы — рождество, молодость.

## Обычаи
Обычаи и обряды Баднего дня представляют собой подготовку к встрече главного зимнего праздника. До восхода солнца глава семьи и его старший сын выстрелом из ружья перед домом объявляют о походе в лес за бадняком. В лесу они рубят несколько больших веток или целое дерево. Это был как правило дуб, хотя в некоторых местах могла быть сосна или ель. После того, как определяется подходящий дуб, глава семьи должен стать лицом на восток, три раза перекреститься, поминая последовательно, Господа Бога, святого — покровителя семьи и грядущий праздник. Щепки, которые отлетают во время рубки бадняка, называют «ивер». Возвращаясь из леса, хозяин должен захватить одну такую щепу в дар хозяйке дома. Днём срубленное дерево стоит у порога дома.
Вечером, перед рождественским ужином хозяин заносит бадняк вместе с соломой в дом, ставит поближе к огню, а хозяйка посыпает его пшеницей. После бадняк целуют все члены семьи, обильно намазывают мёдом и с его помощью разжигают семейный очаг. Полено должно гореть на протяжении всего праздника. Огонь этого полена также называется бадняк, или баднеданска ватра. Дубовые поленья и ветки жгут в этот вечер также на площадях сербских городов и сёл. Это ритуальное сожжение обозначает, что совершается переход к новому календарному циклу, к новому временному витку.
В этот вечер женщины готовят рождественский пирог и постные блюда. Обычно главным блюдом является карп или иная большая речная рыба. В ночь перед Рождеством семьи молятся, поют тропарь «Рождество твоё», поздравляют друг друга с сочельником и садятся за стол. За столом на Рождественский сочельник, как правило, собирается вся семья.
С наступлением темноты молодёжь ходит из дома в дом колядовать с пением колядок и различными магическими действиями, призванными благополучие, урожай и здоровье в наступающем году. Колядование больше сохранилось в восточной и южной Сербии.
С рождественской службы сербы приносят в дом просфоры и целый день приветствуют друг друга словами «Христос родился!» — «Воистину родился!». Утром приступают к выпечке чесницы с первым звоном церковных колоколов. «Чеснице» — круглый обрядовый хлеб, приготовленной без дрожжей, из белой муки, иногда на воде, взятой из трёх источников. В переводе с сербского слово «чесница» означает «кусочек счастья» («чест» — кусок и «срећа» — счастье). Чесница разламывается на куски и раздаётся гостям, собравшимся на Рождество. Вторая половина дня посвящаются посещению друзей, танцам, песням и гуляньям. Гости в ожидании рождественского обеда собираются в гостиной или на крытой веранде, где хозяйка угощает гостей горячей ракией, сыром и фруктами. Главное блюдо рождественского обеда — жареный на вертеле рождественский поросёнок (серб. печеница).